# Доброводовский сельский совет (Збаражский район)
Доброводовский сельский совет (укр. Доброводівська сільська рада) — входит в состав
Збаражского района
Тернопольской области
Украины.
Административный центр сельского совета находится в 
с. Доброводы.

## История
- 1940 — дата образования.

## Населённые пункты совета
- с. Доброводы